# Alan Gilbert
Alan Gilbert, född 23 februari 1967 i New York, är en amerikansk dirigent. Han är son till två av New Yorks filharmonikers tidigare violinister, Michael Gilbert och Yoko Takebe; hans syster Jennifer Gilbert, studerade violin och blev professionell violinist. 

## Studier
På 1980-talet studerade Gilbert musik vid Harvard Universitet, där han var musikdirektör för Harvards Bach-samfunds orkester 1988-89. Efter sin examen vid Harvard studerade Gilbert dirigering vid Curtis Institute of Music och Juilliard School of Music för Otto-Werner Mueller. År 1994 vann han Georg Solti-priset, vilket gav honom en veckas privatundervisning med Maestro Solti. 1994 vann Gilbert första pris vid International Competition for Musical Performance i Genève. 

## Arbeten
Gilberts samröre med Santa Fe Opera påbörjades 1993, då han tjänstgjorde som assisterande konsertmästare i orkestern. Innan dess spelade båda Gilberts föräldrar i operans orkester, och hans far tjänstgjorde som konsertmästare under ett antal år. Från 1995 till 1997 var Gilbert assisterande dirigent för Cleveland Orkestern. Gilbert var chefsdirigent för Stockholms filharmoniska orkester 2000-2008. År 2001 dirigerade Gilbert sin första produktion på Santa Fe Opera, Verdis Falstaff. År 2003 blev han Santa Fe Operas första musikdirektör. Hans ursprungliga kontrakt löpte ut i slutet av säsongen 2006. I november 2006 rapporterades att Gilbert skulle ta "officiellt sabbatsår från juni till augusti 2007" för att tillbringa mer tid med sin familj.
Gilbert har också gästdirigerat många av världens orkestrar, inklusive Berliner Philharmoniker, Koninklijk Concertgebouworkest, och Wiener Philharmoniker. 
Under perioden 2009-2017 var Alan Gilbert chefsdirigent för New York-filharmonikerna och har sedan säsongen 2019/20 motsvarande befattning vid NDR Elbphilharmonie Orchester. Den 23 juni 2017 meddelade Norddeutscher Rundfunk att Alan Gilbert skulle utses för fem år från och med starten av säsongen 2019/2020. År 2021 tillträdde han som musikchef på Kungliga Operan. Sedan 5 december 2022 är han hovkapellmästare vid hovkapellet i Stockholm, där han tidigare varit gästdirigent och under 2021 chefsdirigent.
För inspelningen av John Adams opera Doctor Atomic har Alan Gilbert vunnit Grammy Award 2012 för bästa operainspelning. Inspelningen är gjord med solister, orkester och kör från Metropolitan Opera.

## Personligt liv
År 2002 gifte sig Gilbert med den svenska cellisten Kajsa William-Olsson, medlem i Kungliga Filharmonikerna i Stockholm. De har trenne barn; Lia, Noemi, och Esra.